# Francis Patrick Kenrick
Francis Patrick Kenrick (Dublino, 3 dicembre 1796 – Baltimora, 8 luglio 1863) è stato un arcivescovo cattolico irlandese.

## Biografia
Francis Patrick Kenrick nacque il 3 dicembre 1796 a Dublino.
Il 26 febbraio 1830 fu eletto vescovo titolare di Arado e il 22 aprile 1842 venne nominato alla sede episcopale di Filadelfia.
Il 19 agosto 1851 venne promosso arcivescovo di Baltimora.
Morì a Baltimora all'età di 66 anni l'8 luglio 1863.

## Genealogia episcopale e successione apostolica
La genealogia episcopale è:
- Cardinale Scipione Rebiba
- Cardinale Giulio Antonio Santori
- Cardinale Girolamo Bernerio, O.P.
- Arcivescovo Galeazzo Sanvitale
- Cardinale Ludovico Ludovisi
- Cardinale Luigi Caetani
- Cardinale Ulderico Carpegna
- Cardinale Paluzzo Paluzzi Altieri degli Albertoni
- Cardinale Gaspare Carpegna
- Cardinale Fabrizio Paolucci
- Cardinale Francesco Barberini
- Cardinale Annibale Albani
- Cardinale Federico Marcello Lante Montefeltro della Rovere
- Vescovo Charles Walmesley, O.S.B.
- Arcivescovo John Carroll, S.I.
- Vescovo Benoît-Joseph Flaget, P.S.S.
- Arcivescovo Francis Patrick Kenrick

La successione apostolica è:
- Vescovo Peter Paul Lefevère (1841)
- Vescovo John Nepomucene Neumann, C.SS.R. (1852)
- Arcivescovo William Henry Elder (1857)
- Vescovo John Barry (1857)
- Vescovo Patrick Neeson Lynch (1858)
- Vescovo John Marcellus Peter Augustine Verot, P.S.S. (1858)
- Vescovo Michael Domenec, C.M. (1860)